# Tenpō
Tenpō (japanska: 天保?, Tenpō) (10 december 1830–2 december 1844) är en period i den japanska tideräkningen. Perioden infaller under kejsar Ninkos regeringstid.
Perioden har gett namn åt Tenpō-reformerna, då den ekonomiska och militära förvaltningen reformerades, och då flera inskränkningar i de japanska medborgarnas rättigheter infördes. Ytterligare inflyttning till Edo förbjöds, liksom studier av västerländsk vetenskap. Under periodens sista år infaller också den så kallade Tenpo-svälten, och en ny kalender, Tenpō-kalendern införs. Det är den sista kalenderreformen i Japan innan den västerländska, gregorianska kalendern införs år 1872.
Tokugawa Ieyoshi tillträder som shogun tenpō 9 (1838).